# První bitva u Mazurských jezer
První bitva u Mazurských jezer byla střetnutím ruské a německé armády, které se odehrálo v úvodní fázi první světové války ve dnech 7. až 14. září roku 1914 v okolí Mazurských jezer ve Východním Prusku. V bitvě, která následovala po drtivém německém vítězství u Tannenbergu, se německé 8. armádě vedené Paulem von Hindenburgem podařilo zvítězit nad ruskou 1. a 10. armádou, kterým velel Paul von Rennenkampf. V důsledku těchto porážek museli Rusové na východní frontě stáhnout své síly z Pruska.

## Bitva
Po rozdrcení 2. ruské armády generála Alexandra Samsonova v bitvě u Tannenbergu se německá 8. armáda vedená von Hindenburgem obrátila na počátku září proti Rennenkampfovi, který s 1. armádou z východu ohrožoval Königsberg.

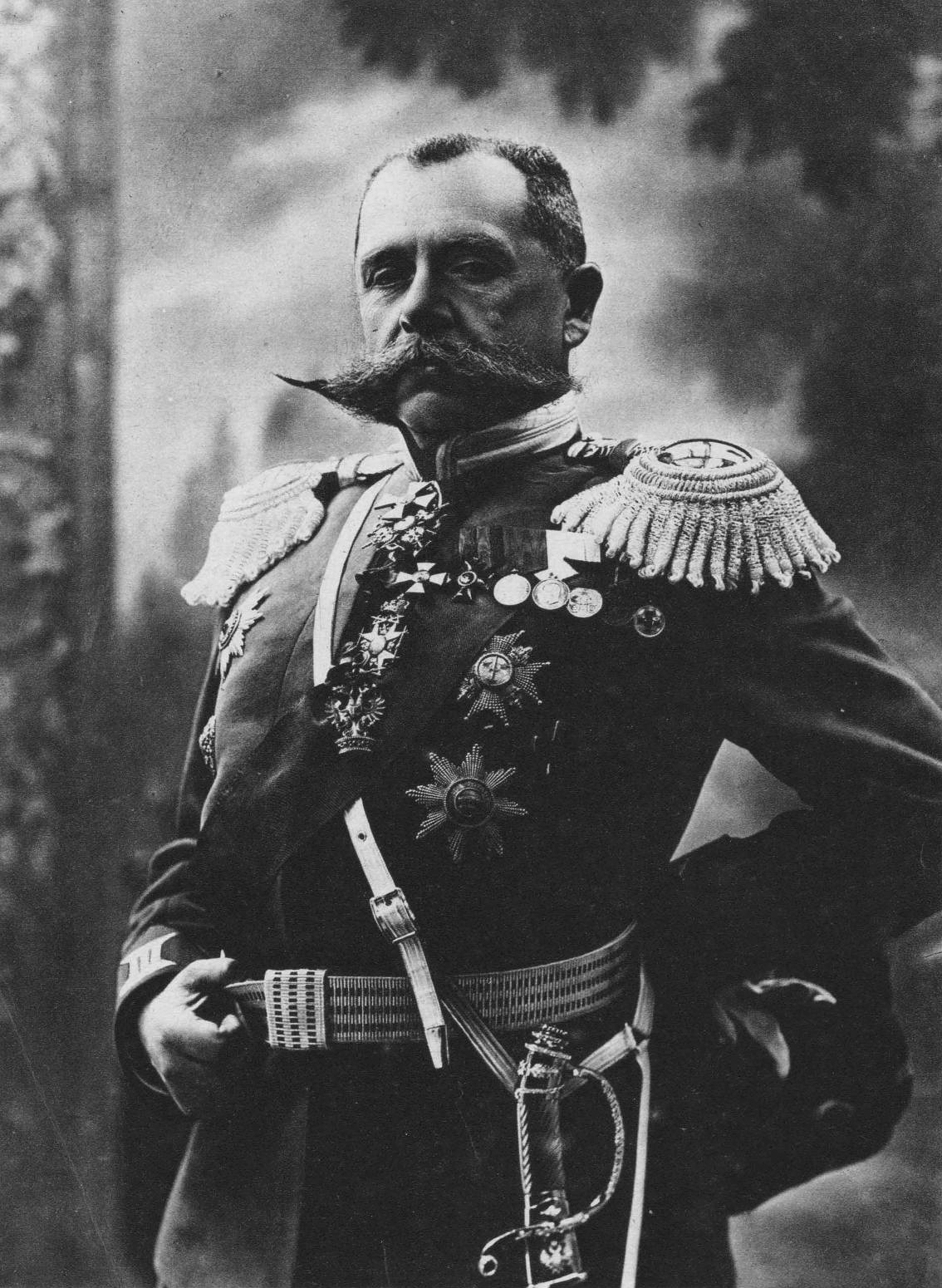
Velitel ruských sil, generál Paul von Rennenkampf v roce 1914

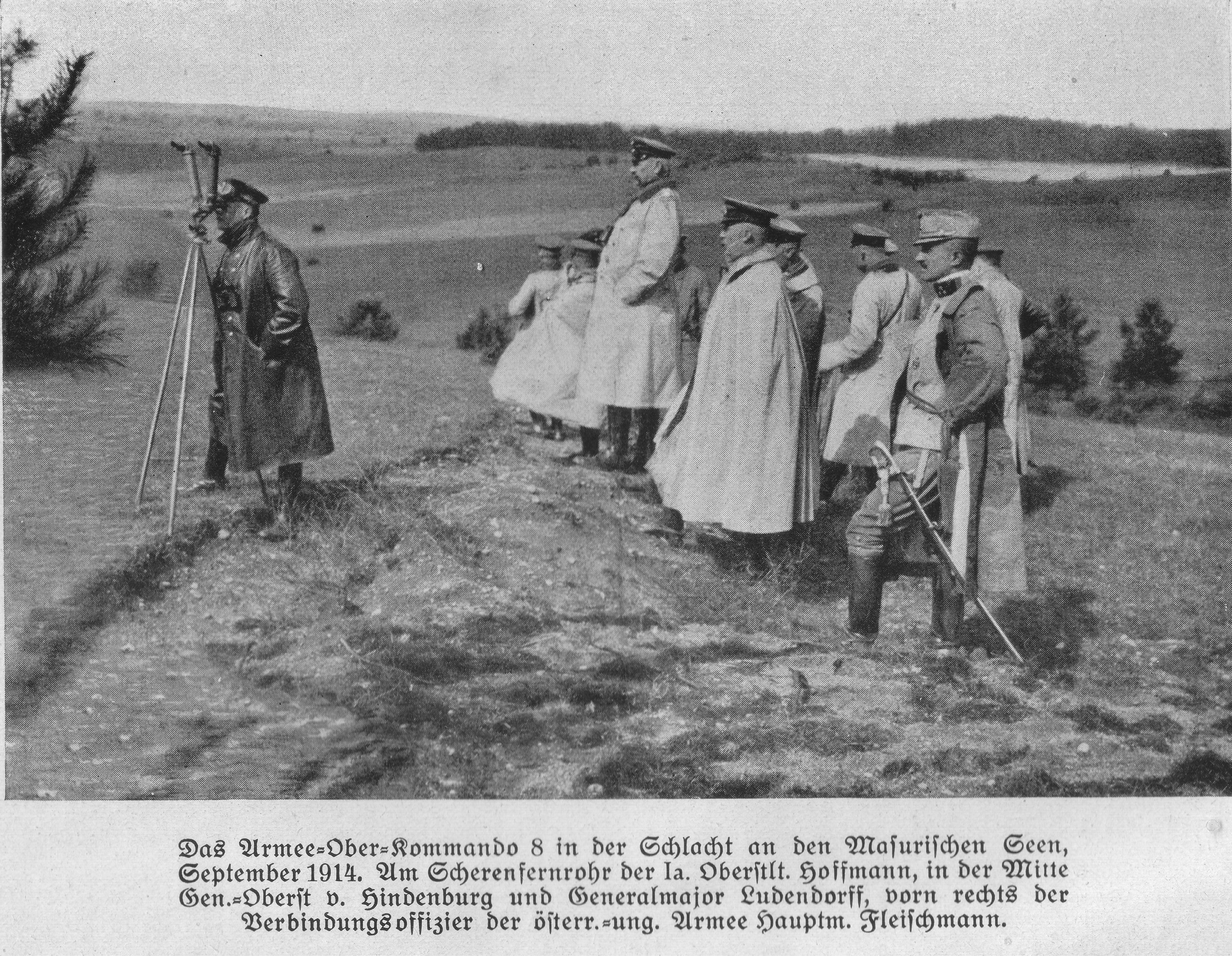
Německý velící štáb během bitvy

Početné Rennenkampfovy jednotky očekávající německý nápor byly rozmístěny v okolí Wehlau (dnešní Znamensk), Insterburgu (Čerňachovsk) a Nordenburgu (Krylovo). 7. září si německý 1. a 17. sbor na pravém křídle v oblasti jezer začaly prorážet cestu skrz ruské pozice. Na celé frontě se boje rozhořely o den později, avšak ruskou obranou se dařilo postupovat především německému pravému křídlu, které po proniknutí ruskou linií postupovalo na severovýchod. Německé 3. záložní divizi se navíc podařilo u Lycku (Ełk) odrazit pokus o ruský protiútok.
Ve snaze vyhnout se obklíčení zahájil Rennenkampf 9. září ústup na východ, avšak Rusové i nadále kladli pronásledujícím Hindenburgovým jednotkám houževnatý odpor. 11. září probíhaly tvrdé střety v oblasti mezi městem Gołdap a řekou Pregolou. Vyčerpaným německým silám se nakonec nepodařilo přetnout Rusům ústupové komunikace a Rennenkampfově armádě se tak podařilo stáhnout se k řece Němen, načež boje 14. září skončily.

## Důsledky bitvy
Díky vítězstvím u Tannenbergu a u Mazurských jezer se Němcům podařilo zastavit první ruský nápor a ještě v září roku 1914 vytlačili carskou armádu z Východního Pruska. Přestože však Rusové v těchto bojích utrpěli obrovské ztráty, nepodařilo se u Mazurských jezer Rennenkampfovu armádu zničit. Poražení Rusové ustoupili za řeku Němen, kde rychle doplňovali své síly. 25. září navíc Hindenburga donutil ruský protiútok zastavit další postup a strategická situace na východní frontě se tím pádem prakticky nezměnila. Přes vysoké ztráty totiž Rusové dokázali své jednotky rychle doplnit čerstvými silami.

Toto dílčí vítězství na východě však německý generální štáb zaplatil oslabením západní fronty, odkud byl nucen přesunout velkou část sil, jež chyběla k úspěšnému provedení Schlieffenova plánu.